# British Olympic Association
British Olympic Association (BOA) är den nationella olympiska kommittén för Storbritannien och Nordirland (engelska: National Olympic Committee for Great Britain and Northern Ireland), grundad och erkänd av Internationella olympiska kommittén 1905. Den brittiska olympiska föreningen är oberoende och sedan 1980 helt privat finansierad, utan bidrag från vare sig lotterier eller finansiering från den brittiska staten. Den brittiska regeringen rekommenderade en bojkott av olympiska spelen i Moskva 1980, vilket medförde att föreningen valde att finansiera deltagandet ur egen kassa, samt till beslutet att därefter frigöra sig från all offentlig finansiering.
Föreningen ansvarar för den olympiska rörelsen i hela Förenade kungariket, men eftersom upptagningsområdet för de tävlande sträcker sig bortom Storbritannien och Nordirland och inkluderar både kronbesittningarna och de utomeuropeiska territorierna används attributet British (svenska: Brittisk) framför den smalare benämningen United Kingdom (engelska: Förenade kungariket). Från bildandet 1905 utgjorde de deltagare som skickades till olympiska spel under brittisk flagg Brittiska imperiets lag eftersom invånarna i imperiet alla var brittiska undersåtar, dåtidens form av brittisk nationalitet, fram till dess att det successivt bildades lokala organisationer vilka blev erkända av IOK som egna nationella olympiska kommittéer. Även om det genomfördes tre stycken olympiska sommarspel innan föreningen grundades har det funnits ett brittiskt nationellt lag närvarande vid samtliga sommarspel sedan 1896 och vid samtliga olympiska vinterspel. De brittiska utomeuropeiska territorierna (engelska: British Overseas Territories) utgör det som idag återstår av imperiet och av dessa är det endast Bermuda, Brittiska Jungfruöarna och Caymanöarna som har bildat egna erkända nationella olympiska kommittéer och deltar med egna lag, medan resterande företräds av British Olympic Association.

## Team GB
Det nationella lag med tävlande som föreningen ensamt finansierar och sänder till de olympiska spelen har en tydlig egen identitet fristående från föreningens namn. Laget är officiellt Storbritannien och Nordirlands olympiska lag (engelska: Great Britain and Northern Ireland Olympic Team), men i marknadsföring används istället beteckningen Team GB. Deltagarna i Team GB tävlar under nationalitetsbeteckningen "GBR", vilket skall utläsas Great Britain (svenska: Storbritannien). Marknadsföringsstrategin med Team GB sträcker sig tillbaka till 1999, men den ensidiga betoningen på Storbritannien vid landets deltagande i OS, utan att inkludera referenser till Nordirland är också något som väckt kritik i landet. Kritiker menar att namnet borde ändras så att det tydligt framgår att det verkligen är hela Förenade kungarikets nationella lag, exempelvis "Team UK" eller något liknande, men BOA har än så länge inte hörsammat detta.
Istället finns det en överenskommelse mellan British Olympic Association och Olympic Council of Ireland, det vill säga Republiken Irlands nationella olympiska kommitté, om att potentiella tävlande födda i Nordirland som kvalificerar sig för os-deltagande kan låta sig väljas av antingen Team GB eller Team Ireland. Vid sommarspelen i London 2012 valde sju av os-deltagarna från Nordirland att tävla för Storbritannien, medan 13 stycken istället valde att tävla för Irland.

## Representation
British Olympic Association representerar följande länder och territorier inom den olympiska rörelsen.
- Förenade konungariket Storbritannien och Nordirland

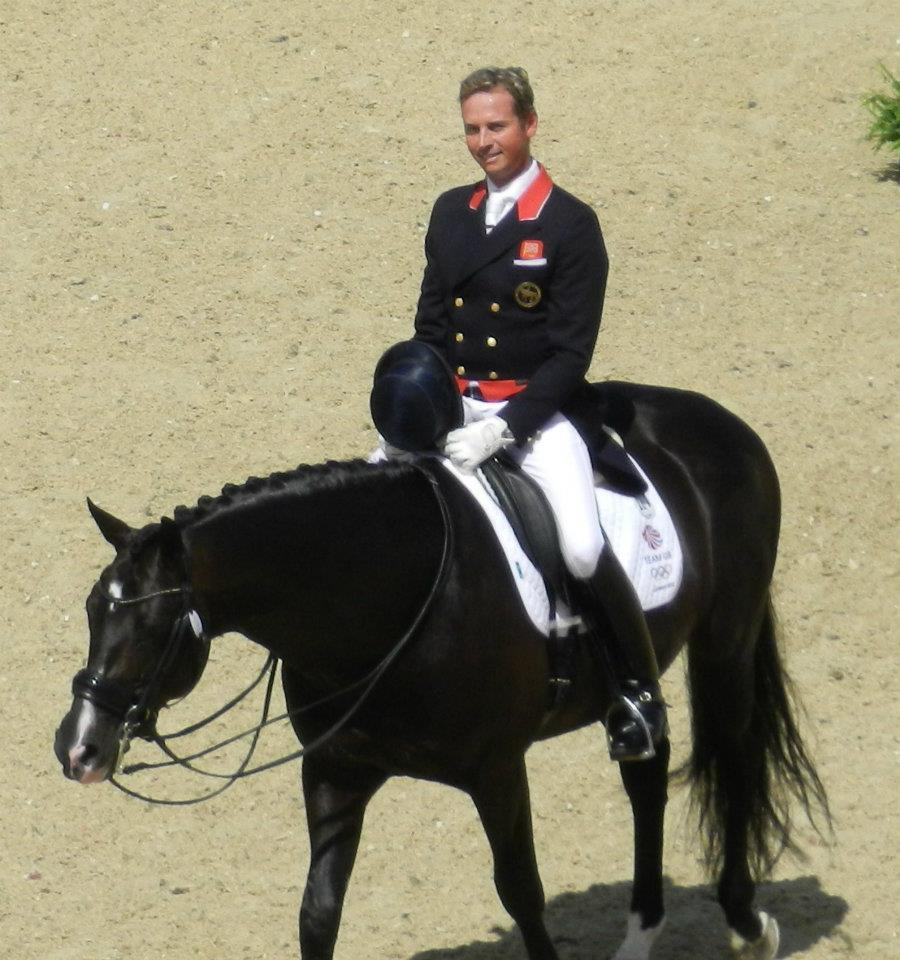
Carl Hester, från ön Sark i kronbesittningen Guernsey, medlem av Team GB, och brittisk guldmedaljör i lagtävlingen i dressyr vid de olympiska sommarspelen i London 2012.

### Kronbestittningar
- Guernsey
- Isle of Man
- Jersey

### Utomeuropeiska territorier
- Anguilla
- Brittiska Antarktis
- Brittiska territoriet i Indiska oceanen
- Falklandsöarna
- Gibraltar[18]
- Montserrat
- Pitcairnöarna
- Sankta Helena, Ascension och Tristan da Cunha
- Sydgeorgien och Sydsandwichöarna
- Turks- och Caicosöarna

### Suveräna basområden
- Akrotiri och Dhekelia

### Övrigt
Bermuda, Brittiska Jungfruöarna och Caymanöarna är brittiska utomeuropeiska territorier, men har sina egna nationella olympiska kommittéer och egna lag.